# Carl Rönström
Carl Gustaf Rudolf Rönström. född 12 juni 1889 i Vedby, Kristianstads län, död 8 augusti 1954 i Lund, var en svensk banktjänsteman och målare.
Han var gift med Ingegärd Holmer. Rönström förtidspensionerades från sin bankanställning på grund av sjukdom. För att fylla ut tiden bedrev han självstudier inom måleri. Han medverkade i utställningen Skånsk konst för Danmark som visades på Skånska konstmuseum i Lund samt i samlingsutställningar arrangerade av Helsingborgs konstförening och Ängelholms konstförening. Hans konst består av landskapsskildringar från östra Skåne utförda i olja eller pastell.